# Регіоналізм
Регіоналізм — ідеологія і стратегія, призначенням яких є забезпечення інтересів регіонів; процес реалізації прагнень і потреб регіонального співтовариства. Терміном «регіоналізм», який є полісемантичним, може також позначатися прагнення до збереження культурної самобутності регіону («культурний регіоналізм»), рух, спрямований на захист етнічних, мовних, релігійних прав, співробітництво держав у межах регіональних об'єднань. Упродовж 20 ст. регіоналізм часто ототожнювали із сепаратизмом; нині в трактуваннях цього терміна переважають нейтральні визначення. Регіоналізм розглядається як «рух знизу», спрямований на коригування центр-периферійних та оптимізацію міждержавних відносин. У суспільних науках принцип регіоналізму базується на розгляді конкретної території (регіону) як вихідного об'єкта дослідження, причому всі політичні, соціальні, економічні та інші явища постають як ланки чи прояви специфічної просторової єдності, регіональної системи.
Як течія політичної думки регіоналізм оформився в ході Французької революції кінця 18 століття в руслі протесту проти утвердження централістських тенденцій якобінізму. Проте сам термін з'явився значно пізніше — його появу пов'язують з іменем провансальського поета Берлюка-Перюссі й датують 1874. Регіоналістів 19 — початку 20 ст. (П.-Ж.Прудон, Л.Стурцо, Ш.Морра) вирізняли негативне ставлення до індустріального капіталу, прихильність до консерватизму й федералізму. Надалі термін «регіоналізм» трансформувався відповідно до набуття поняттям «регіон» нових сенсів.
Нині поняття «регіоналізм» найчастіше застосовується як узагальнююче для характеристики інтелектуальних течій і доктрин, націлених на раціональне використання природних та історично виниклих просторових відмінностей, що існують всередині сучасних суспільств. Предметом наукового інтересу є насамперед т. зв. пасивна регіоналізація, що визначається особливостями ідентичності, ландшафту, історії, культури. Водночас у полі зору перебувають і явища активного впливу на формування регіональної ідентичності та створення регіональних політичних інститутів — із боку як центральних урядів, так і регіональних адміністрацій.